# Paul Holmes (homme politique, Eastleigh)
Paul John Holmes (né le 25 août 1988) est un homme politique du Parti conservateur britannique qui est député pour Eastleigh de 2019 à 2024. Il est réélu en 2024 pour la circonscription de Humble Valley.

## Jeunesse
Holmes est né au Guy's Hospital de Southwark, à Londres, en 1988, fils de John Edward Holmes et Sandra Holmes. Il grandit dans un logement social de Bellingham à Lewisham.
Holmes fréquente l'école primaire Elfrida à Bellingham et le Kelsey Park Sports College à Beckenham.

## Carrière
Alors qu'il est étudiant en deuxième année de politique et de relations internationales à l'Université de Southampton, il est élu conseiller conservateur lors des élections du conseil municipal de Southampton en 2008, représentant le quartier de Redbridge, un siège qu'il gagne sur le Parti travailliste,. Il siège au conseil municipal de Southampton et est membre du cabinet pour les services à l'enfance et l'apprentissage. Holmes ne se représente pas aux élections municipales de 2012.
Holmes est assistant du député de Wimbledon Stephen Hammond de 2011 à 2015. De 2015 à 2016, il travaille pour Portland Communications.
Il se présente sans succès Mitcham et Morden, un siège sûr pour le Parti travailliste, aux élections générales de 2015, et à Southampton Test, plus marginal, détenu par les travaillistes aux élections générales de 2017.
Il travaille comme conseiller spécial (SpAd) du président du parti conservateur et chancelier du duché de Lancastre Patrick McLoughlin entre 2016 et 2017, avant de devenir conseiller spécial de Damian Green, premier secrétaire d'État et ministre du Cabinet Office. Holmes occupe ce poste jusqu'à la démission de Green du gouvernement. Il travaille ensuite comme SpAd auprès du secrétaire d'État à l'Éducation, Damian Hinds en 2018, et est chef des affaires publiques chez Clarion Housing Group la même année.
Holmes est élu au Parlement en 2019, succédant au conservateur Mims Davies, qui ne se représente pas comme député d'Eastleigh avant d'être sélectionné plus tard pour représenter le Mid Sussex. En janvier 2021, il est nommé secrétaire privé parlementaire (SPP) du ministère de l'Intérieur. Il devient assistant whip le 25 avril 2024.